# Julius Harrison
Julius Harrison   (Stourport-on-Severn, 26 de març de 1885 - Harpenden, 5 d'abril de 1963), fou un compositor i director d'orquestra anglès.
Restà al front de la British National Opera Company i de la Scottish Orchestra. Posteriorment va ser director d'orquestra del Covent Garden i de la Händel Society. També va dirigir els concerts simfònics de Manchester, Liverpool, Edimburg, Leeds, etc., i fou professor de composició de la Royal Academy of Music. Figurà entre els més distingits mantenidors de l'escola nacionalista.
Va escriure:
- una Worcestershire Suite, per a orquestra;
- un Rèquiem;
- la cantata dramàtica Cleopatra;
- un quintet per a arpa;
- dos quartets de corda;
- molts lieder;
- peces per a piano i orgue i cors;
- Rapunzel, poema simfònic;
- Blesed Damonzel;
- un concert per a violoncel i orquestra;
- Variacions per a orquestra, etc.